# 汝矣渡口站
汝矣渡口站（：／ Yeoui-naru yeok */?）是首都圈電鐵5號線沿線的一座地下車站，位於韓國首爾特別市永登浦區汝矣島洞，站名源自汝矣渡船（여의나루터）的舊稱。開通前曾一度指定命名為「栗島站」（밤섬역）。

## 車站構造
站體為1面2線島式月台的地下車站，候車月台設有月台幕門，並有4處出口。
站體深達地下5層，於指標上達47公尺，海拔高度為-27.55公尺，是全韓國海拔高度最低的車站。這樣的設計是為了進入漢江河床隧道所必需的；也因為站體之深，自入口處起需要搭乘5次電扶梯才能到達月台層。

### 月台配置
| 汝矣島 ↑ |
| 下 上 \| |
| ↓ 麻浦   |

| 月台 | 路線             | 目的地                                     |
| ---- | ---------------- | ------------------------------------------ |
| 上行 | ●首都圈電鐵5號線 | 汝矣島、喜鵲山、金浦機場、傍花方向         |
| 下行 | ●首都圈電鐵5號線 | 孔德、光化門、上一洞、河南黔丹山、馬川方向 |

## 歷史
- 1996年12月30日：落成啟用。

## 車站周邊
- 麻浦大橋
- 63大厦
- LG雙塔大廈（朝鲜语：LG트윈타워）
- 首爾Parc 1塔（朝鲜语：파크원 타워）
  - 現代百貨首爾店
- 漢江市民公園
- 汝矣島遊憩碼頭
- 汝矣島中學
- 汝矣島高校
- 汝矣島純福音教會

## 圖片

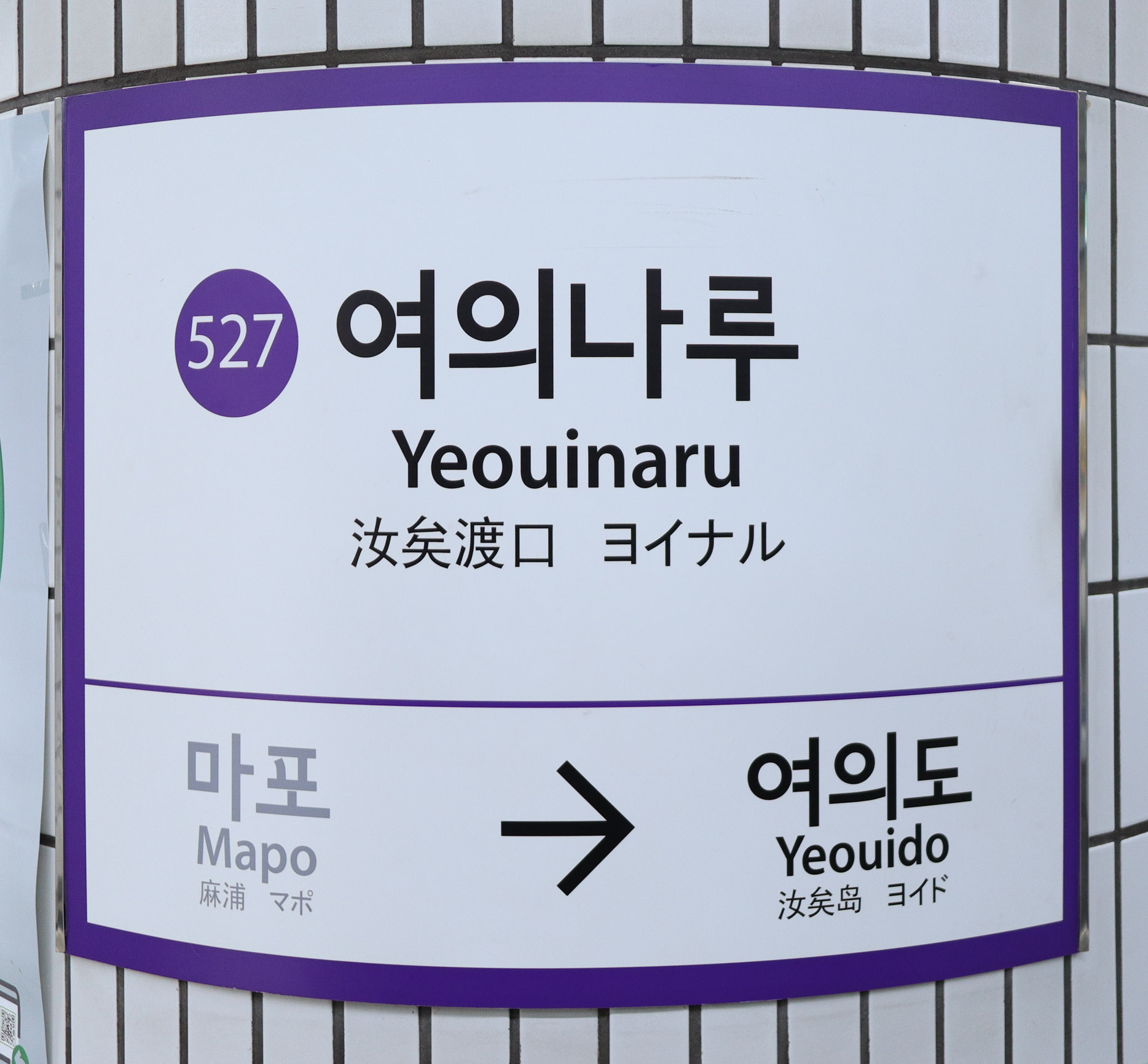
站名牌
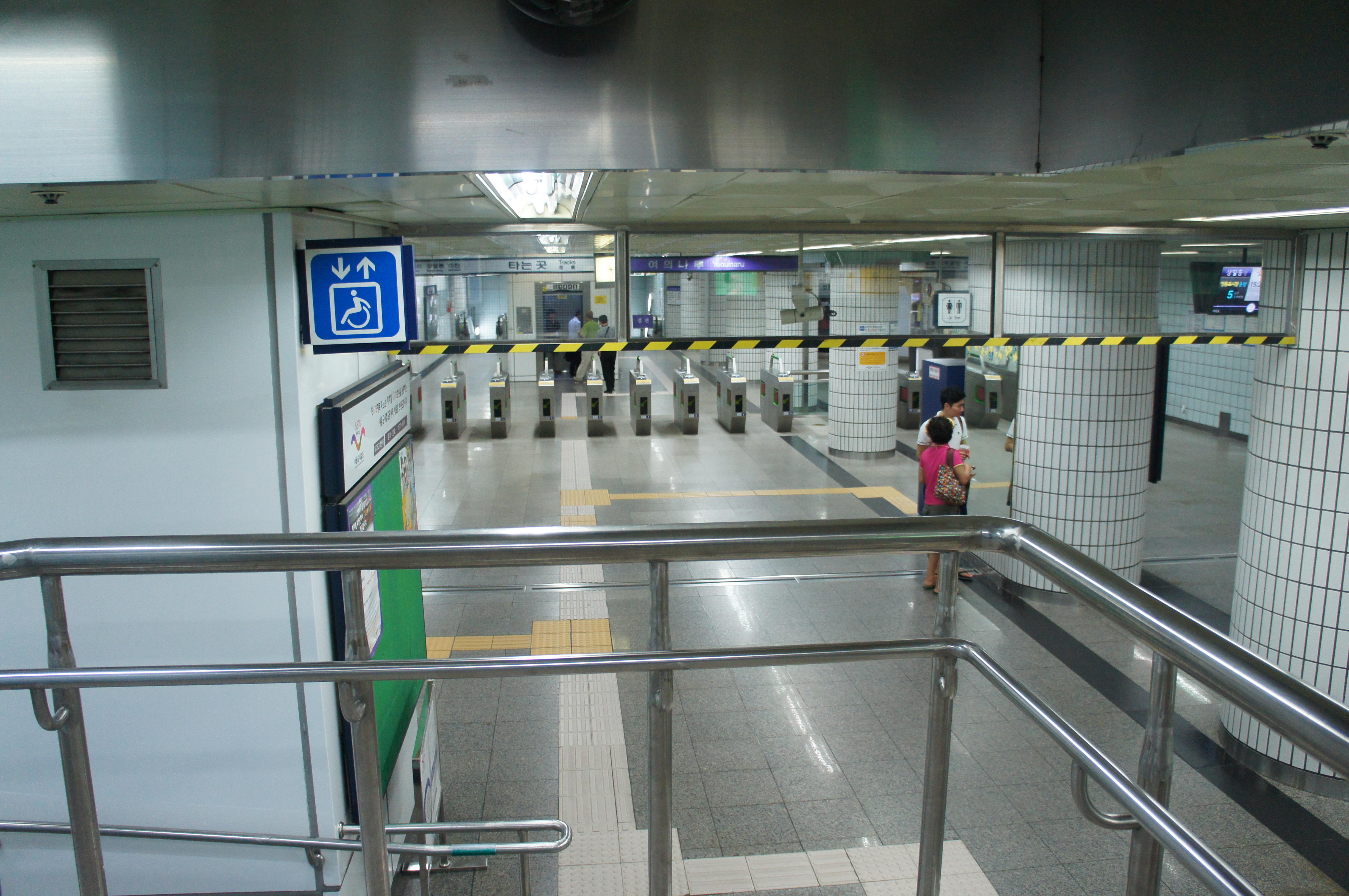
車站大廳
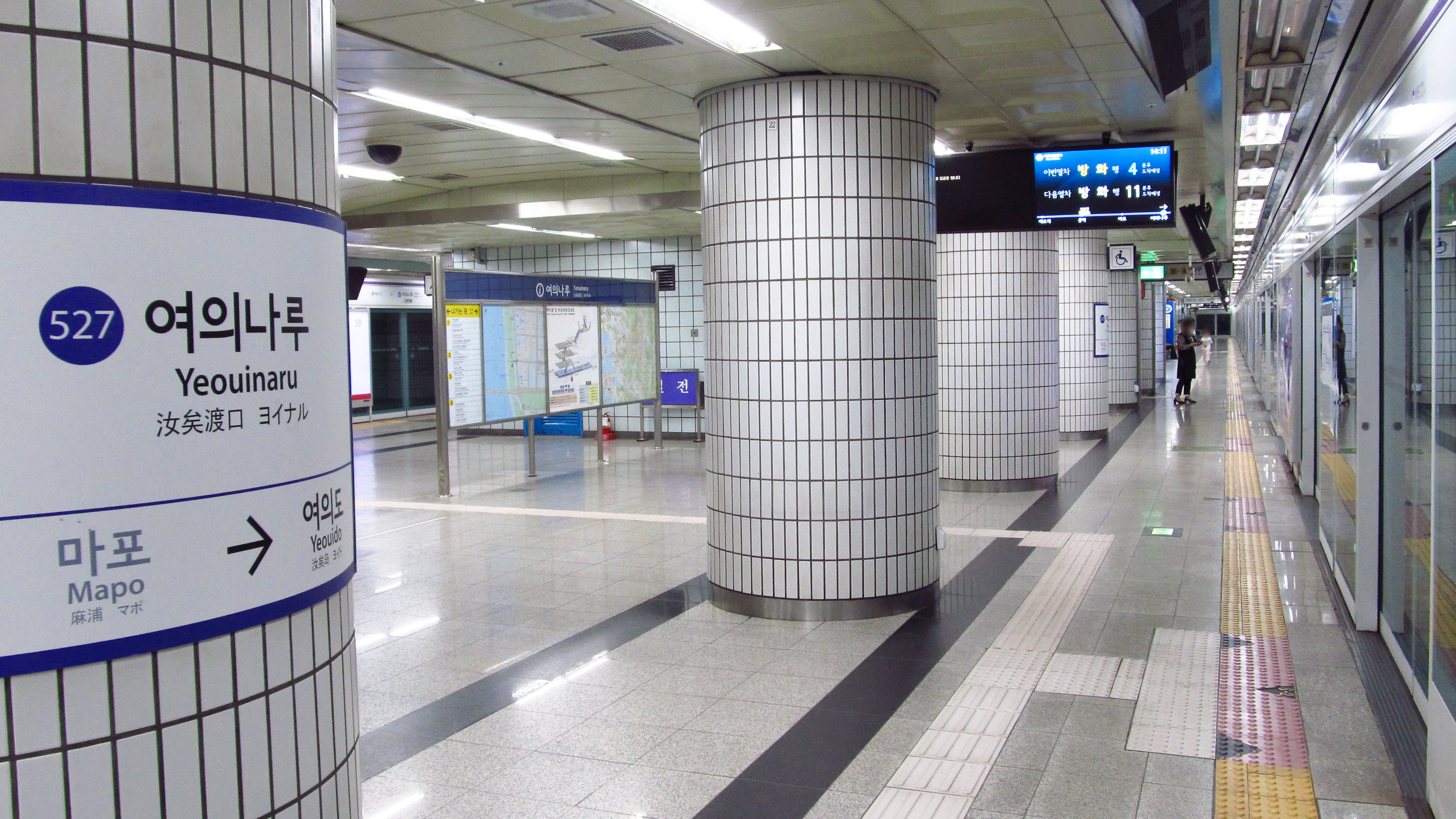
候車月台
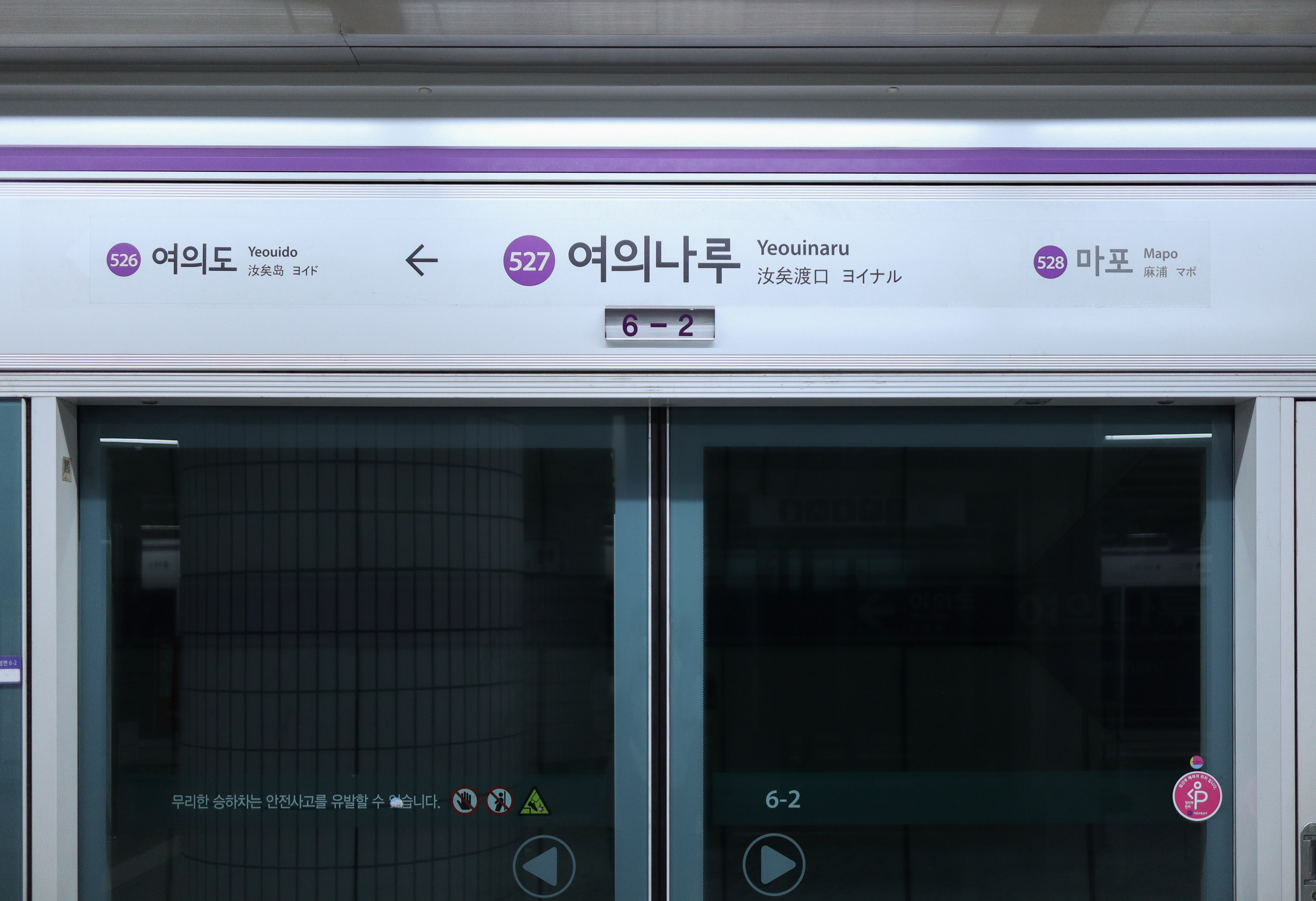
月台門
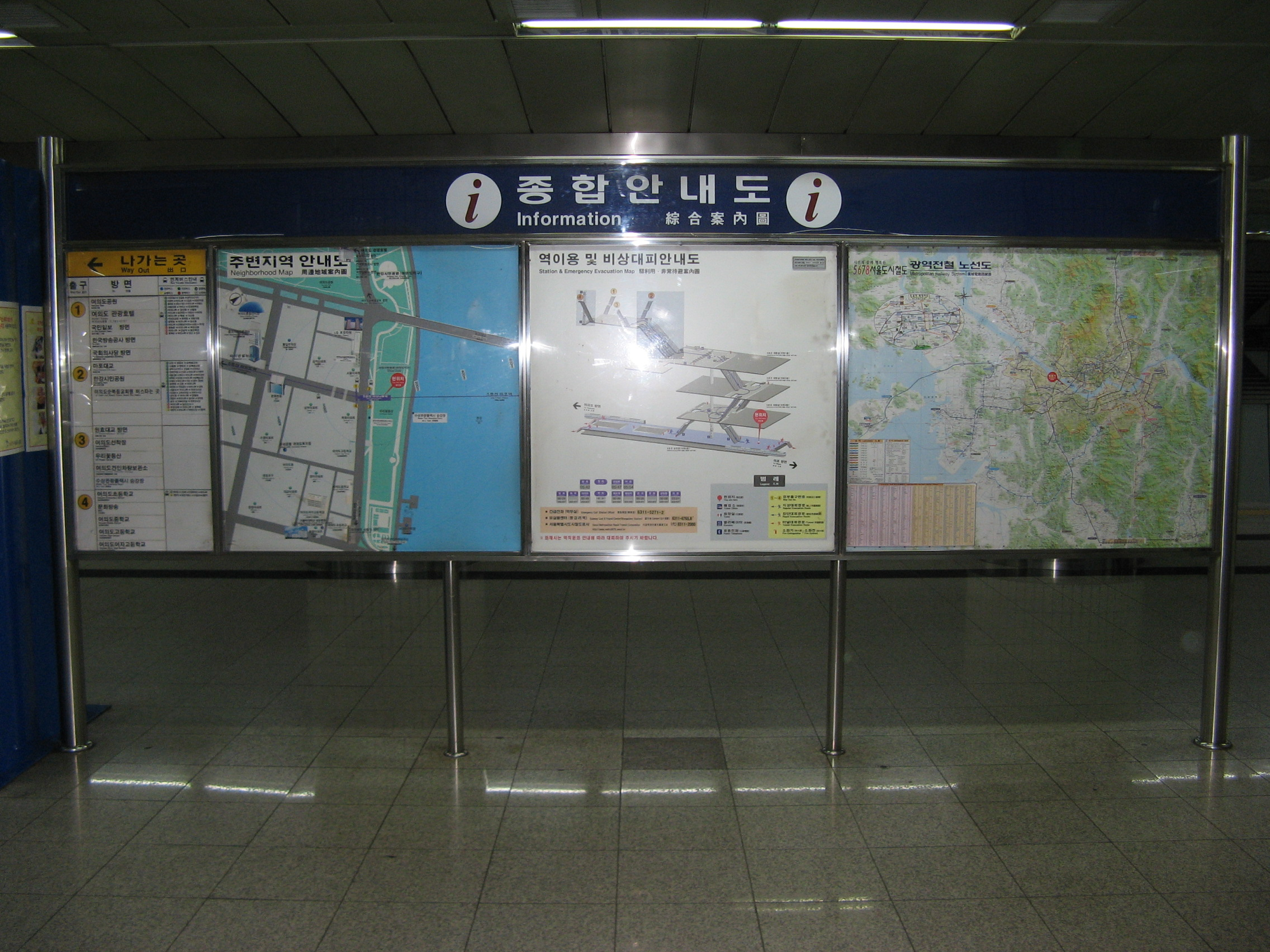
站內導覽地圖
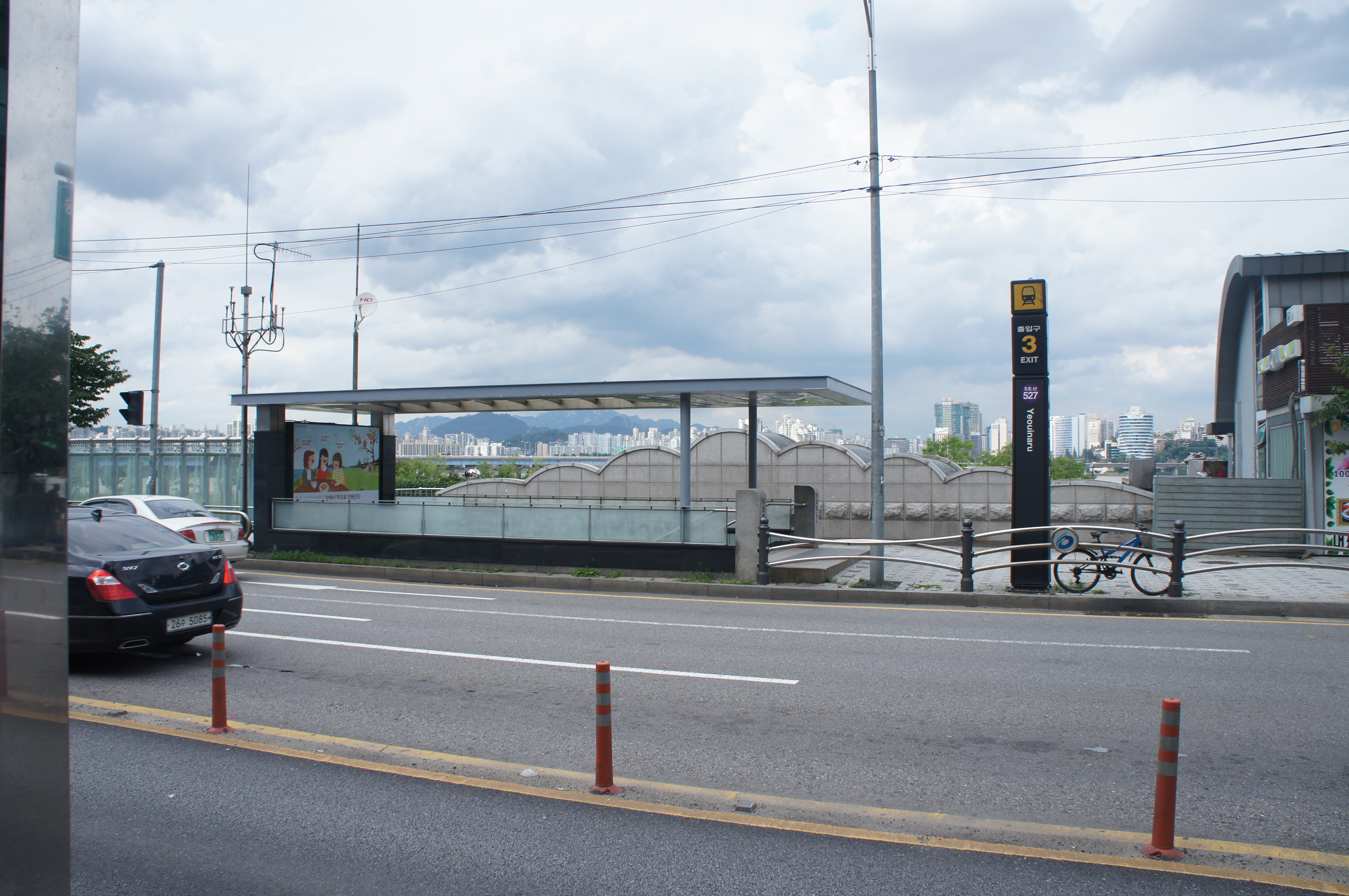
3號出口

## 相鄰車站
首爾交通公社
●首都圈電鐵5號線
汝矣島（526）－汝矣渡口（527）－麻浦（528）